# Manuel Lopes
Manuel António do Sousa Lopes (23 decembrie, 1907 în Mindelo - 25 ianuarie, 2005) a fost un scriitor din Republica Capului Verde.

## Opere

### Ficțiune
- Chuva Braba
- O Galo Que Cantou na Baía
- Os Flagelados do Vento Leste

### Poeme
- Horas Vagas, 1934 - poem
- Poema de Quem Ficou, 1949 - poem
- Crioulo e Outros Poemas, 1964 - poem
- Falucho Ancorado, 1997

### Proză
- Monografia Descritiva Regional, 1932
- Paul, 1932
- Temas Cabo-verdianos, 1950
- Os Meios Pequenos e a Cultura, 1951
- Reflexões Sobre a Literatura Cabo-Verdiana, 1959
- As Personagens de Ficção e Seus Modelos, 1971